# 堀井新治郎

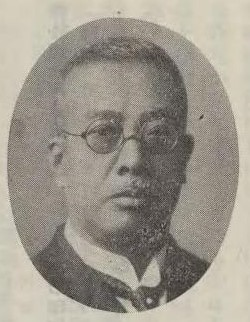
堀井新治郎

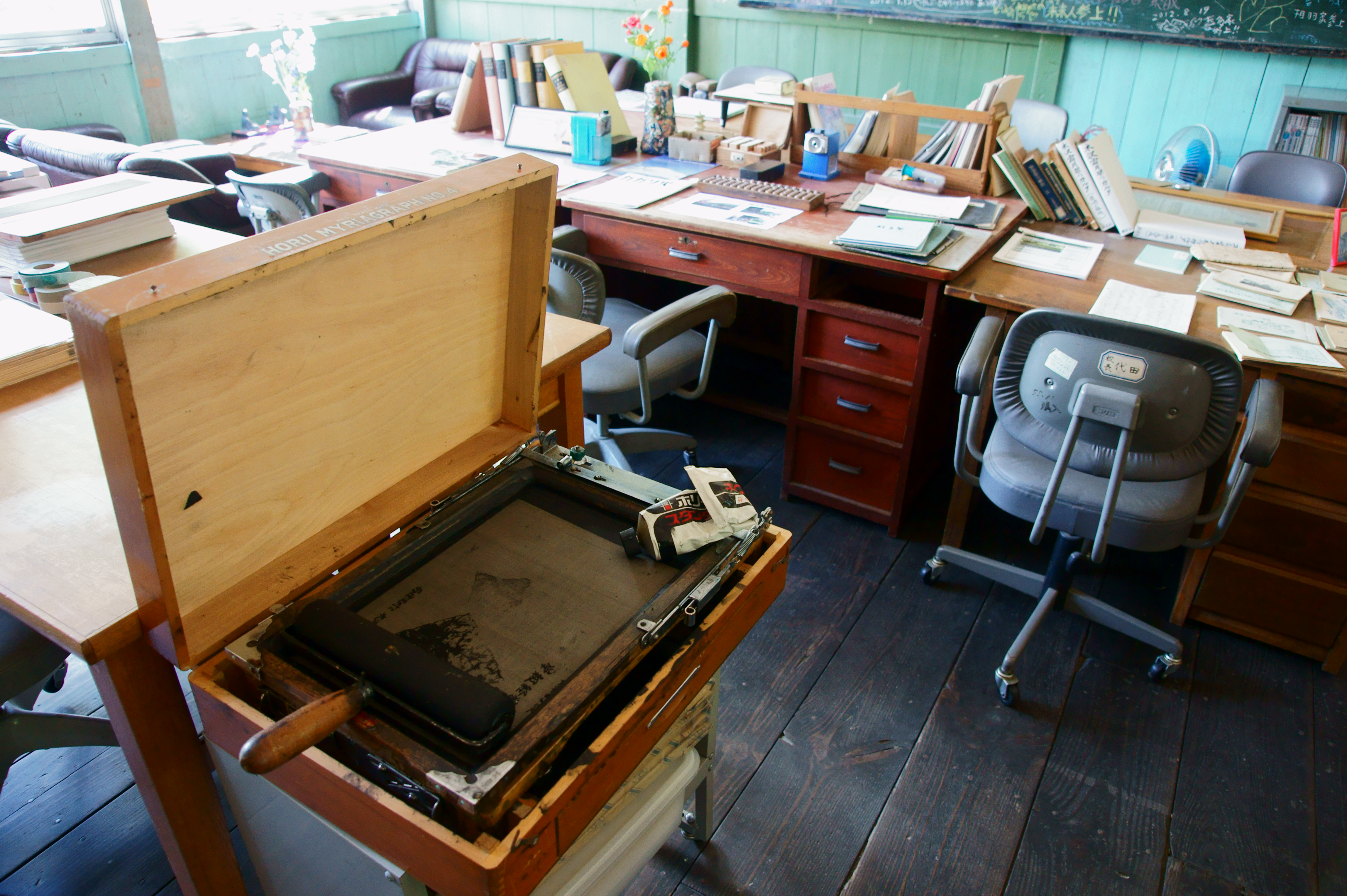
ホリイが1987年まで販売していた「ミリアグラフ」（旧・木沢小学校、長野県飯田市）

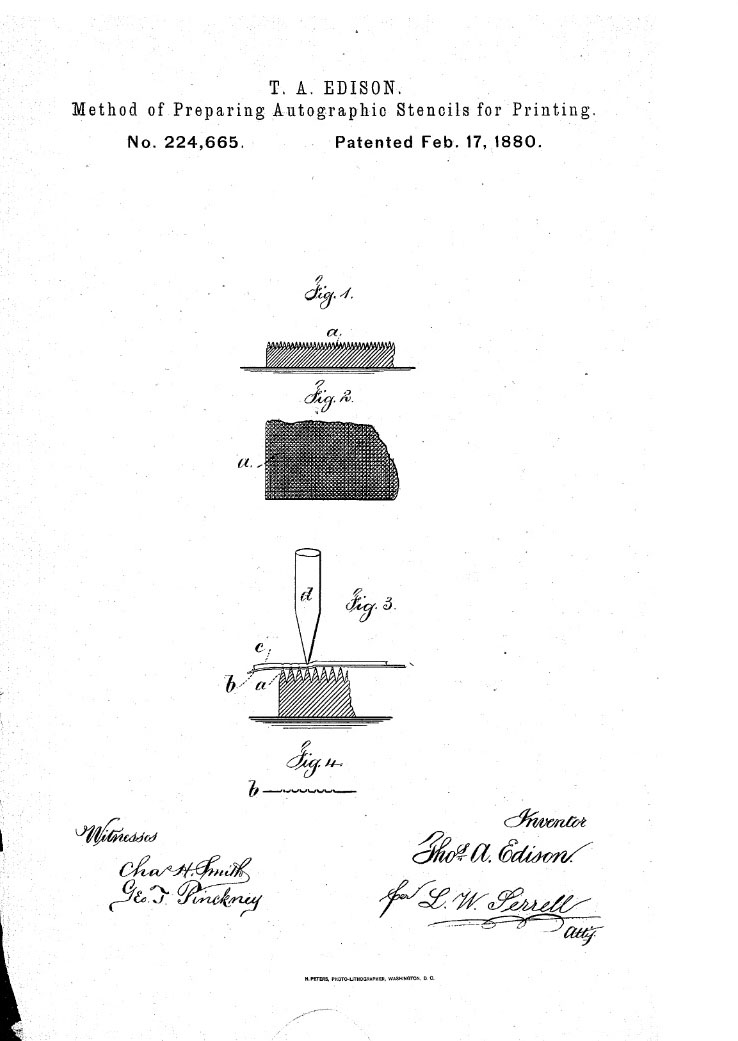
鉄筆とヤスリ盤、原紙を用いる謄写版の製版技術を発明したエジソンによる米国特許第224665号の図版部（1880年2月17日付、米国特許局）

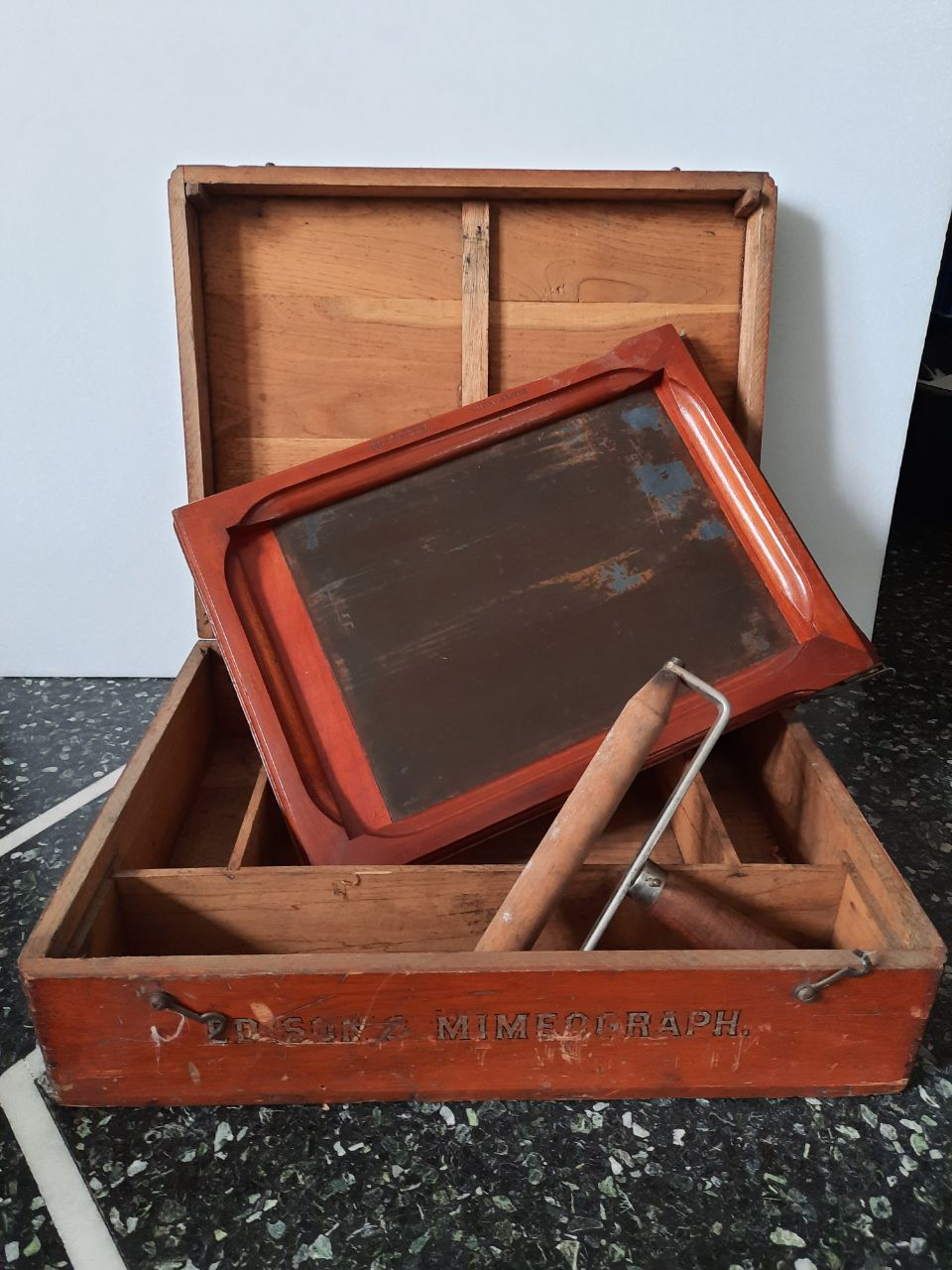
エジソンとライセンス契約を結んだシカゴのA・B・ディック社が3年の歳月をかけて商品化し1887年に発売を開始した「エジソン＝ミメオグラフ」

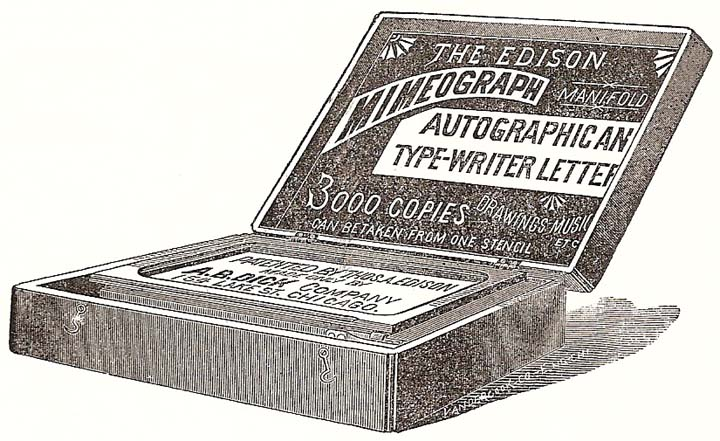
堀井が渡米する3年前のA・B・ディック社のミメオグラフ広告（1889年）

初代 堀井 新治郎（〈しょだい〉ほりい しんじろう、1856年10月14日（安政3年9月16日） - 1932年7月19日、のち堀井 元紀）は、明治・大正時代の日本の発明家。謄写印刷資器材製造の堀井謄写堂（のち堀井謄写堂株式会社、1985年ホリイ株式会社に商号変更、2002年倒産）創設者。米国で発明され実用化された謄写版印刷技術を日本に初めて持ち込み、印刷用品を製造販売した。

## 概要
原紙をヤスリ盤の上に置き、鉄筆で書いて製版する謄写版は、米国においてエジソンが1875年に印刷について、1880年に製版についてそれぞれ発明して特許を取得していた。特許に基づく商品製造販売の正規ライセンス契約をエジソンと結んだ米国・シカゴの事務用品販売会社が1887年から販売していた謄写印刷商品「ミメオグラフ」をまねた印刷器材を1894年（明治27年）1月に日本国内で初めて製造。これに「謄写版」の日本語名を与え、自らの発明品とうたって同年から販売を開始した。

## 経歴
1856年（安政3年）9月16日、菱田弥左衛門の次男として近江国蒲生郡駕輿丁村（現・滋賀県蒲生郡竜王町）に生まれた。
内務省勧農局紅茶伝習所に入り、緑茶再生法伝習所等を経て1879年8月13日岐阜県御用係となり、その後製茶の農商務省農事巡回教師となった。1883年8月、滋賀県蒲生郡岡本村（後の朝日野村。現・東近江市蒲生岡本町）で代々醸造業を営む堀井家の養子となり、亡夫との息子耕造（のち2代目新治郎、仁紀）を持つ堀井ヒデと結婚して、第38代新治郎となった。
当時の日本では1865年に開発されたヘクトグラフ（コンニャク版）が軽印刷として一般に用いられていたが、巡回教師活動では多くの資料を用意する必要があったことから、新治郎は多部数の印刷に耐える軽印刷技術に強い関心を持っていたという。新治郎は1893年1月にすべての職を辞め、家計が困窮する中、シカゴ万博視察を主目的に、簡易印刷の情報収集と技術の習得を兼ねて同年3月に渡米したとされる。

### 渡米時における謄写印刷技術の状況
謄写版は、アメリカ合衆国では既にトーマス・エジソンが1875年に原紙を固定する跳ね上げ式の枠を持つ台を用いた印刷方法について（米国特許第180857号）、1880年には「原紙（stencil paper）を細かく溝を切った金属のヤスリ盤（finely grooved steel plate）の上に置き、鉄筆（smooth pointed steel stylus）で筆記して製版する」製版方法について（米国特許第224665号）それぞれ発明し、特許を取得していた。

#### ミメオグラフ
1884年にはエジソン発明の2つの特許の使用に適したワックス原紙を米国のアルバート・ブレイク・ディックが開発した。ディックは先行して特許を持つエジソンに申し出て製造販売のライセンス契約を結んだ上で、製材業出身の経験を生かして資器材の部材を木製とするなどして3年の歳月をかけて印刷に必要な資器材一式を自力で商品化。自らがシカゴで経営する事務用品販売会社A・B・ディック社が商標登録した「ミメオグラフ」（Mimeograph）に、特許保有者で著名人でもあるエジソンの名を冠した「エジソン＝ミメオグラフ」の商品名で1887年、謄写版用品セットの販売を開始した。
ミメオグラフは木箱の中にA・B・ディック0型平台謄写器（印刷器）および鉄筆、ワックス原紙、原紙用修正液、インクローラー、インクなど謄写版に必要な資器材一式をセットにしたもので、新治郎渡米前年の1892年には累計出荷台数が8万セットを超えていた。

#### サイクロスタイル
英国でもデイビット・ゲステットナー（David Gestetner）が、ペン先に微小歯車を設けたペン「サイクロスタイル」で原紙に筆記して製版する謄写印刷「ゲステットナー原紙複写機」（Gestetner stencil duplicator）を考案して1881年に特許を取得し、やはり3年をかけて一連の用品をセットにして商品化した「ネオ・サイクロスタイル」（Neocyclostyle）を1884年から発売していたほか、1891年には謄写器による印刷工程を自動化した自動謄写器「オートマチック・サイクロスタイル」を開発して販売を始め、謄写版は安価な印刷を実現する新技術として急速に普及していた。

### 帰国後
シカゴ万博の開催地でA・B・ディック社の本社があるシカゴで半年あまり滞在し、1893年10月に帰国した新治郎は、国内で入手できる資材でA・B・ディック社製ミメオグラフをコピーした同様の印刷器具を自作し、帰国からわずか3か月後の1894年（明治27年）1月、自身の発明とうたって「蝋引きした原紙をやすり上におき、鉄筆で書いて製版する方法」に"duplicator"を訳した「謄写版」の名を当てて発表した。
新治郎は謄写印刷資器材を製造販売する「謄写堂」（のち堀井謄写堂）を設立。「ミメオグラフ」に酷似した「ミリアグラフ」（Myriagraph）の商品名で同年7月から製造販売を開始した。翌月勃発した日清戦争に伴って陸軍省がミリアグラフを購入したことで商売に弾みがつき、謄写版を自身の発明として農商務省特許局に特許を申請。1895年3月12日に「謄写印刷紙」として特許（第2499号）を取得した。当時日本はパリ条約にはまだ加盟していなかった。

## 堀井謄写堂のその後
A・B・ディック社のミメオグラフは、のち内田洋行が輸入代理店となって日本でも販売された。新治郎が創業した堀井謄写堂は、昭和謄写堂（現・株式会社ショーワ）、ホース（林商店、のちテクノハヤシ株式会社）とともに、戦前の国内謄写版メーカーの一角を成した。さらに戦後にかけて、萬古（VANCO、バンコ株式会社）、プラス（プラス株式会社）、サカタ（阪田産業、現・サカタインクス株式会社）、ヴィナス（女神インキ工業株式会社）、ライオン（ライオン事務器株式会社）など数多くの同業者とともに一定のシェアを維持した。
PPC複写機の普及による1970年代の謄写版衰退を受け、国内謄写版メーカーのほとんどはこれまでのノウハウを生かして既に手がけていた、もしくは本業であった事務用品や印刷用インキなどのメーカーとしてそれぞれ転換していったが、堀井謄写堂は謄写版用品の製造販売を継続。また家庭の年賀状用途を狙って1977年に発売開始された理想科学工業の簡易シルクスクリーン印刷器「プリントゴッコ」に対抗し、ボールペン原紙（ホワイトミリア原紙）をセットにしたB6判樹脂製簡易謄写器「マィプリンター」や、プリントゴッコ同様にスクリーンと原紙を一体化し、紙に圧着印刷する簡易シルクスクリーン印刷器「マィプリンター・いろいろ」や「マィプリンター・ピカイチくん」などのマィプリンターシリーズを発売して追随を図ったが、成功しなかった。
ワードプロセッサやパーソナルコンピューターの普及で事務現場のOA化が進む中、1985年、商号をホリイ株式会社に改称（社長・堀井仙太郎）。ミリアグラフやマィプリンターなどの印刷用品事業は1987年に打ち切り、事務機器の販売会社に事業転換した。しかし経営陣である創業家の堀井一族が1998年ごろから始めた不動産業が失敗し、損失が積み重なった上に堀井家がこれを放置したことから、負債が約87億円に拡大して資金繰りが急速に悪化。2002年9月3日に二度目の不渡りを出し、同年9月25日に東京地裁から破産宣告を受け倒産した（社長・堀井耕次）。清算で売却された東京都千代田区の旧本社ビル（現・神田中央通ビル）には、ホリイが設置した「謄写版発祥の地」と題した金属製の記念プレートが現在も壁面に残されている。

## 年譜
- 1856年（安政3年）9月16日 - 菱田家次男として誕生。
- 1879年（明治12年）8月13日 - 岐阜県御用掛に就任。
- 1883年（明治16年） - 寡婦の堀井ヒデ（1854年生）と結婚し、堀井家第38代家主堀井新治郎となる。
- 1893年（明治26年）
  - 1月 - 官職を退任。
  - 3月 - 渡米する。
  - 4月 - 耕造（ヒデの連れ子で実父は堀井彦四郎。1875-1962[16][17]）らが東京神田鍛冶町に転居。
- 1894年（明治27年）
  - 1月 - 謄写版を発表。
  - 8月 - 日清戦争勃発。
- 1895年（明治28年）3月12日 - 謄写版印刷紙について特許取得。
- 1916年（大正5年）5月8日 - 緑綬褒章を受章する。
- 1917年（大正6年） - 新治郎が「元紀」と改名し、耕造を養子とし、「新治郎」を襲名させる[16]。
- 1922年（大正11年）4月29日 - 帝国発明協会優等賞を受賞する。
- 1929年（昭和4年） 10月16日 - 帝国発明協会特等賞を受賞する。
- 1932年（昭和7年）7月19日 - 死去。

## 堀井家
- 堀井彦四郎 ‐ 新治郎の妻ヒデの亡夫。堀井家は東近江岡本宿で代々代官を務めた旧家で、維新後醸造業に転じ各地に支店を持つなど近江商人として成功したが、彦四郎が早世し家業を廃した。[18]
- 堀井ヒデ（1854年生） ‐ 彦四郎の妻、初代新治郎の妻。2代目新治郎の母。
- 初代堀井新治郎（元紀、1856-1932）  ‐ ヒデの入夫。
- 2代目堀井新治郎（仁紀、1875-1962） ‐ 旧名・耕造。彦四郎・ヒデの長男。1893年に一家で上京。1916年に初代新治郎の養子となり、家督を継ぎ新治郎を襲名[19]。岳父の黄地直次郎は滋賀出身の鋳物師。[20]
- 堀井彦次郎（1900年生） ‐ 2代目新治郎の二男。東京帝国大学経済学部卒。堀井謄写堂社長。妻の佐枝子は京都府立第一高等女学校出身。岳父の中村徳通は中江藤樹の門人・中村仲直の子孫で士族出身、滋賀県大溝町の三等郵便局長、同町長、日本組合基督教会大溝日曜学校校長などを務めた。[21][22][23][24]
- 堀井仙太郎（1931年生）  ‐ 彦次郎の長男。東大商科卒。ホリイ株式会社社長。妻の智子は内村祐之の四女（内村鑑三の孫）。
- 堀井耕次（1935年生） ‐ 彦次郎の二男。学習院大学理学部卒。ホリイ株式会社社長